# جاموئی
جاموئی (به انگلیسی: Jamui) یک منطقهٔ مسکونی در هند است که در بخش جامویی واقع شده‌است. جاموئی ۸۷٬۳۵۷ نفر جمعیت دارد و ۷۸ متر بالاتر از سطح دریا واقع شده‌است.